# Kirandul

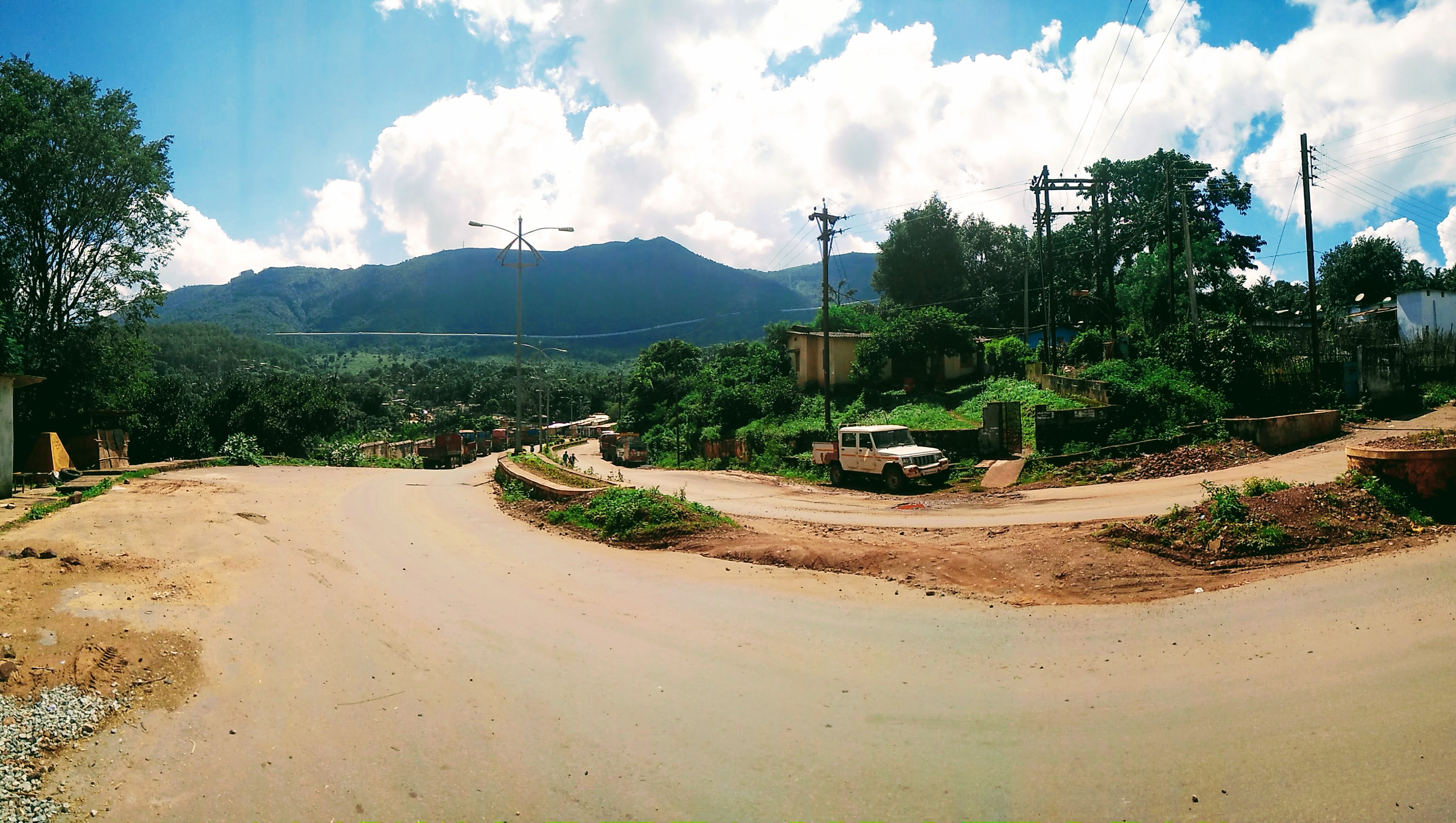

Kirandul é uma cidade e um município no distrito de Dantewada, no estado indiano de Chhattisgarh.

## Demografia
Segundo o censo de 2001, Kirandul tinha uma população de 19 053 habitantes. Os indivíduos do sexo masculino constituem 52% da população e os do sexo feminino 48%. Kirandul tem uma taxa de literacia de 72%, superior à média nacional de 59,5%: a literacia no sexo masculino é de 80% e no sexo feminino é de 64%. Em Kirandul, 11% da população está abaixo dos 6 anos de idade.